# 四(五甲基环戊二烯基)四铝
四(五甲基环戊二烯基)四铝是一种有机铝化合物，化学式为C40H60Al4，或简写为Cp*4Al4，其中Cp*表示五甲基环戊二烯。它可由一氯化铝和五甲基环戊二烯基镁在甲苯/乙醚中反应得到，或由二碘化五甲基环戊二烯基铝和钾钠合金在甲苯中反应制得。